# Wem

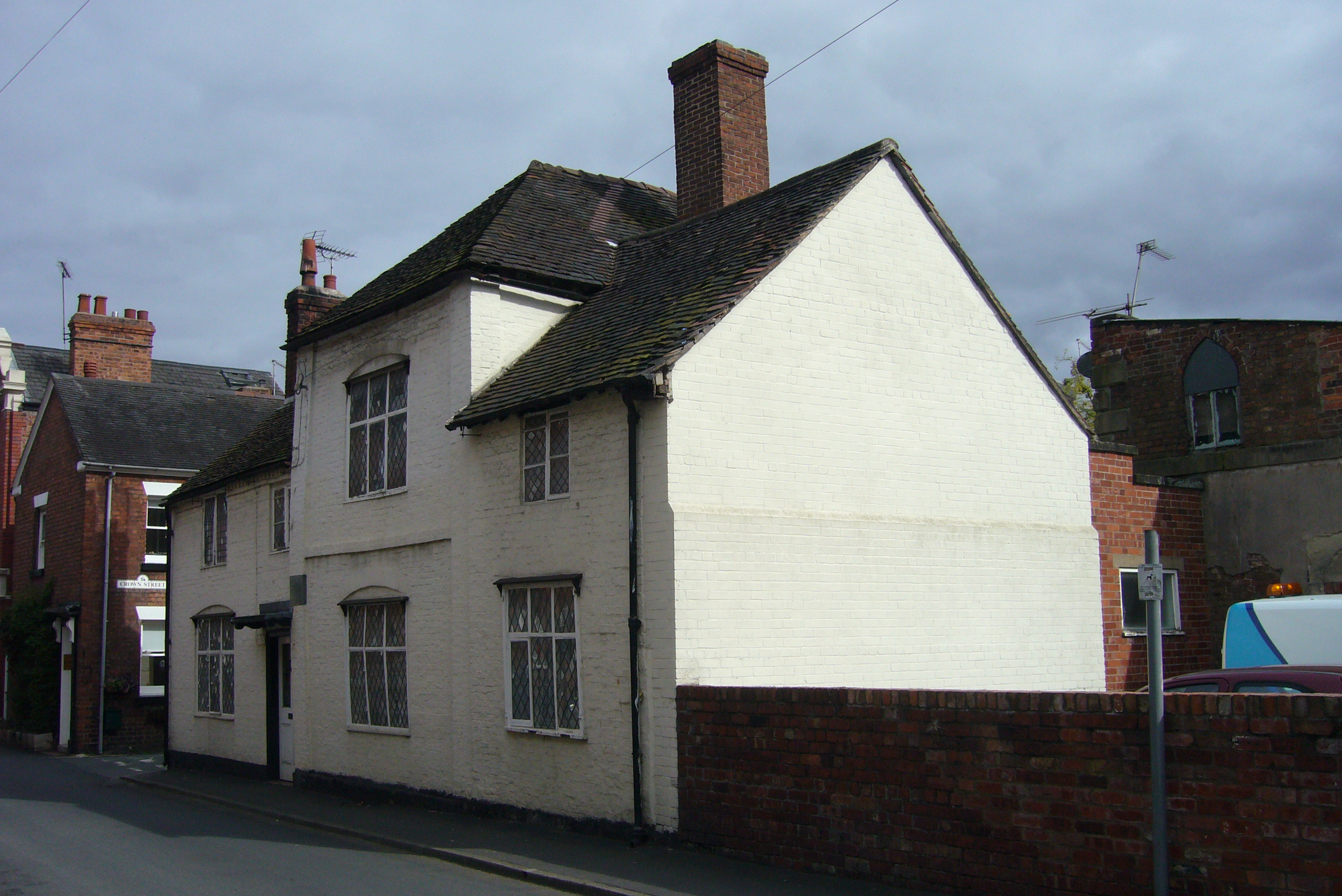
Una casa de Wem donde vivió el escritor William Hazlitt (1778-1830).

Wem es una villa en el norte del condado inglés de Shropshire. En el censo de 2001 tiene una población de 5.142. Está al lado del río Roden, un tributario del río Tern.
El nombre de la villa vino de Wamm (Idioma anglosajón: pantano). Wem tiene un mercado desde 1209, el estatus fue dado al pueblo por el Rey Juan I de Inglaterra. Los mercados eran los domingos, pero fueron prohibidos en 1531 y ahora son los jueves y viernes. El castillo de Wem fue demolido durante la Guerra de las Dos Rosas en el siglo XV, por las tropas de York. El 3 de marzo de 1677 había un fuego que quemó muchos de los edificios de madera en la villa.
Elaboración de la cerveza era la industria la más importante en Wem. La fábrica de cerveza de Wem y Shrewsbury abrió en 1870. Fue vendido a una fábrica más grande en 1952 y fue cerrado en 1988. La fábrica de cerveza de Wem y Shrewsbury era el patrocinador del Shrewsbury Town Football Club de 1986 hasta 1989.
Desde 1978, Wem está hermanada con Fismes, una villa francesa en la región de Champaña-Ardenas. Una de las calles de Wem lleva el nombre de Fismes.